# Budweiser Budvar
La Budweiser Budvar (commercializzata in Italia dal 2002 al 2005 come Czechvar e dal 2005 al 2013 come Budějovický Budvar) è una birra prodotta nella Repubblica Ceca, ad indicazione geografica protetta IGP.

## Storia
Viene prodotta dal 1895 nella città di České Budějovice (in tedesco Budweis) in Boemia. Il birrificio Budějovický Budvar Národní Podnik (BBNP), il maggiore della città, rivendica comunque una tradizione antica di secoli. Il re Ottocaro II di Boemia (Přemysl Otakar II) avrebbe garantito agli abitanti della città il diritto di produrre birra sin dal 1265 e una birra prodotta nel medesimo luogo sarebbe stata consumata nel XVI secolo alla corte del re Ferdinando I.
La tipologia birraria è Lager; ha un gusto di malto abbastanza pronunciato e un grado d'amaro medio-basso. Il colore è giallo oro e utilizza luppolo di Žatec, una tra le varietà più pregiate del mondo. Ha una schiuma fine e abbondante e ha una gradazione alcolica di 5% in volume, che la rende una birra leggera, almeno secondo le tradizioni locali.
La BBNP tradizionalmente offre visite a basso costo al proprio stabilimento.

## La disputa sul nome
La BBNP esporta attualmente la sua birra in più di 60 Paesi. Per molto tempo la birra è stata venduta all'estero con la denominazione tedesca di "Budweiser" e in molti Stati (principalmente in Europa) è l'unica birra che può essere venduta col nome di "Budweiser". In questi casi, la "Budweiser" americana viene comunemente venduta come "Bud", ma a complicare la faccenda anche la BBNP commercializza con il nome "Bud" una birra di qualità superiore per il mercato interno.
La Anheuser-Busch InBev, che produce la Budweiser americana, sostiene che la BBNP ha cominciato a usare il marchio "Budweiser" solo nel 1895, 19 anni dopo che la prima Budweiser americana era stata prodotta. La BBNP ha risposto che "Budweiser" è una denominazione d'origine piuttosto che un marchio di fabbrica e deve essere riservato alla birra di České Budějovice (Budweis), in accordo con il trattato GATT-TRIPS, ratificato da 150 Paesi. Questo specifica che entrambe le denominazioni, "Budweiser" e "Budějovický" dovrebbero essere protette. L'Unione europea ha riconosciuto i diritti della BBNP (e della concorrente Budějovický měšťanský pivovar), conferendo l'IGP a tre denominazioni ceche: Budějovické pivo ("birra di Budweis"), Českobudějovické pivo ("birra ceca di Budějovice") e Budějovický měšťanský var ("birreria municipale di Budweis"). Un accordo informale, che in Europa garantiva l'uso esclusivo del marchio "Budweiser"  alla BBNP, sembra sia stato stipulato nel 1939 ma recentemente la disputa si è inasprita e la Anheuser-Busch ha proposto di acquistare la BBNP, idea rigettata con forza dal governo di Praga per una questione d'orgoglio nazionale.

### Sviluppi in Italia
Il 13 settembre 2013, dopo una più che decennale disputa, la Corte di cassazione ha permesso alla BBNP di utilizzare di nuovo il marchio Budweiser in Italia, togliendo alla Anheuser-Busch InBev un diritto che precedenti sentenze le conferivano. Il motivo è stato ricondotto alla tutela della denominazione d'origine IGP (Budweiser = birra di Budweis) in quanto idoneo ad ingannare il pubblico circa l'ambiente di origine o i pregi del prodotto per il quale il marchio è stato depositato.

## Czechvar
La BBNP ha distribuito negli Stati Uniti, in Canada e in alcuni Paesi latinoamericani la propria birra con il nome di Czechvar, usato anche in Italia tra il 2002 e il 2005.

## Prodotti
Il birrificio Budějovický Budvar Národní Podnik produce le seguenti birre:
- Budweiser Budvar/Budějovický Budvar Světlý ležák/Czech Premium Lager (5,0% vol.), birra lager esportata in tutto il mondo; disponibile in bottiglie da 0,33 L e da 0,5 L, in lattine da 0,33 L e da 0,5 L, in mini-fusti e fusti;
- Budějovický Budvar Světlé výčepní pivo/Pale Beer (4,0% vol.), birra leggera; disponibile in bottiglie e lattine da 0,5 L e in fusti;
- Budweiser Budvar/Budějovický Budvar Tmavý ležák/Premium Dark Lager (4,7% vol.), birra lager scura; disponibile in bottiglie da 0,33 L e da 0,5 L e in fusti;
- Budweiser Budvar Nealkoholické pivo/Non-alcoholic Beer (0,5% vol.), birra analcolica; disponibile in bottiglie da 0,33 L e da 0,5 L e in fusti;
- Budweiser Budvar kroužkovaný ležák/Krausened Lager (5,0% vol.), con caratteristiche analoghe alla Czech Premium Lager ma con ulteriore immissione di lievito nel prodotto finito; disponibile solo in fusti;
- Bud Super Strong Speciální pivo/Special Beer (7,6% vol.), birra speciale doppio malto; disponibile solo in bottiglie da 0,33 L;
- Budweiser Budvar CVIKL (4,0% vol.), birra non filtrata; disponibile solo in fusti;
- Pardál Echt/Pale Lager (4,5% vol.), Pardál, birra lager dal gusto più amaro; disponibile in bottiglie da 0,5 L (singole o in gabbie da 20 e 50 bottiglie) e in fusti;
- Pardál Světlé výčepní pivo/Pale Beer (3,8% vol.), la versione leggera della Pardál; disponibile in bottiglie da 0,5 L (singole o in gabbie da 20 bottiglie) e in fusti;
- PardálOVO Bezové (birra mista a estratto di sambuco; disponibile in bottiglie e lattine da 0,5 L (anche in gabbie da 20 e 24 unità).

In Italia sono disponibili solo la Czech Premium Lager, la Premium Dark Lager e la Premier Select (ovvero la Bud Super Strong).